# HY戦争
HY戦争（エイチワイせんそう）は、1979年（昭和54年）頃から1983年（昭和58年）頃にかけて、本田技研工業（以下「ホンダ」）とヤマハ発動機（以下「ヤマハ」）がオートバイ市場において激しくしのぎを削った覇権争いを指す。

## 背景

### ホンダとヤマハの因縁
世界のオートバイ製造第1位のホンダと、同第2位のヤマハとの間には深い因縁がある。第二次世界大戦当時、戦闘機用プロペラを製造する軍需工場となった日本楽器製造（現：ヤマハ。以下「日本楽器」）の社長であった川上嘉市は、金属加工技術に乏しく生産性が上がらない同社の状況に悩み、東海精機重工業（現：東海精機）の当時社長であった本田宗一郎を頼った。自作のカッター式自動切削機でそれまでの1週間から15分へと製作時間を短縮させた宗一郎へ、嘉市は「日本のエジソン」と高く称賛し、特別顧問に迎えた。
戦争終結後にオートバイ製造へ転換したプロペラ工場は「ヤマハ発動機」となるが、ここでも嘉市は宗一郎へ助言を求め、創立に貢献した。当時、日本楽器の社長は嘉市の長男である川上源一がヤマハ社長と兼任していたが、源一も宗一郎の高い能力を常々聞かされていたため異存を持たず、1977年（昭和52年）には自らが会長へ退くにあたり、当時のホンダ社長・河島喜好の実弟である河島博を日本楽器の専務から社長に昇格させ、後任に据えた。このような背景から、ホンダと日本楽器/ヤマハには地縁的同業という枠を越えた、一種の蜜月関係にあると業界は見ていた。

### 新市場を切り開くホンダ・追随するヤマハ
1970年代前半、オートバイの日本国内販売台数は年間110万台前後で伸び悩み、ほぼ飽和したと考えられていたスーパーカブで切り開いた商用車を除けば、趣味的要素が強いオートバイはオイルショックの逆風も手伝い、その将来性へ否定的観測が流れていた。ホンダは新たな市場として女性層に焦点を絞り、1974年（昭和49年）には本田技術研究所の二輪開発部隊を朝霞研究所へ集約。1976年（昭和51年）には新しいコンセプトのファミリーバイク「ロードパル」を発表した。辣腕の営業所長、網野俊賢らも開発に参画した同機種は、「日本の街角を変える」というコンセプトの下、簡単な操作と求めやすい価格を実現するために、あえて自転車が開発のベースに据えられた。取得しやすい原付免許で乗れることや安定成長期に入った当時の世相などを背景に、仕事や社交へと行動範囲を広げ始めた主婦層にはうってつけの交通手段として市場に認知されていく。また、ローマ市街を走るソフィア・ローレンを起用したCMも手伝い、爆発的なヒットを記録した。
競合するヤマハは、1977年（昭和52年）に女性向けの機能を一段掘り下げ、スカート姿でも両足を揃えて乗車できるステップスルー式の「パッソル」を発表。CMでは八千草薫が手軽さをアピールした。1978年（昭和53年）には鈴木自動車工業（現：スズキ）も参入して市場をさらに活性化した。
これら新しいカテゴリーのオートバイを利用したのは主に主婦層だったが、副次的に中年男性層にもオートバイブームを巻き起こしていく。危険な乗り物・暴走族の乗り物というイメージが付きまとうオートバイへの距離を、お洒落に乗りこなす妻の姿や、大型自動二輪車免許交付において中年層に対しては比較的簡単に認められた点などが後押しして縮めた。こうしてオートバイ生産は活況を呈し、1976年（昭和51年）には130万台、1977年（昭和52年）には160万台、1978年（昭和53年）には198万台と、ファミリーバイクを中心に順調な伸びを示した。

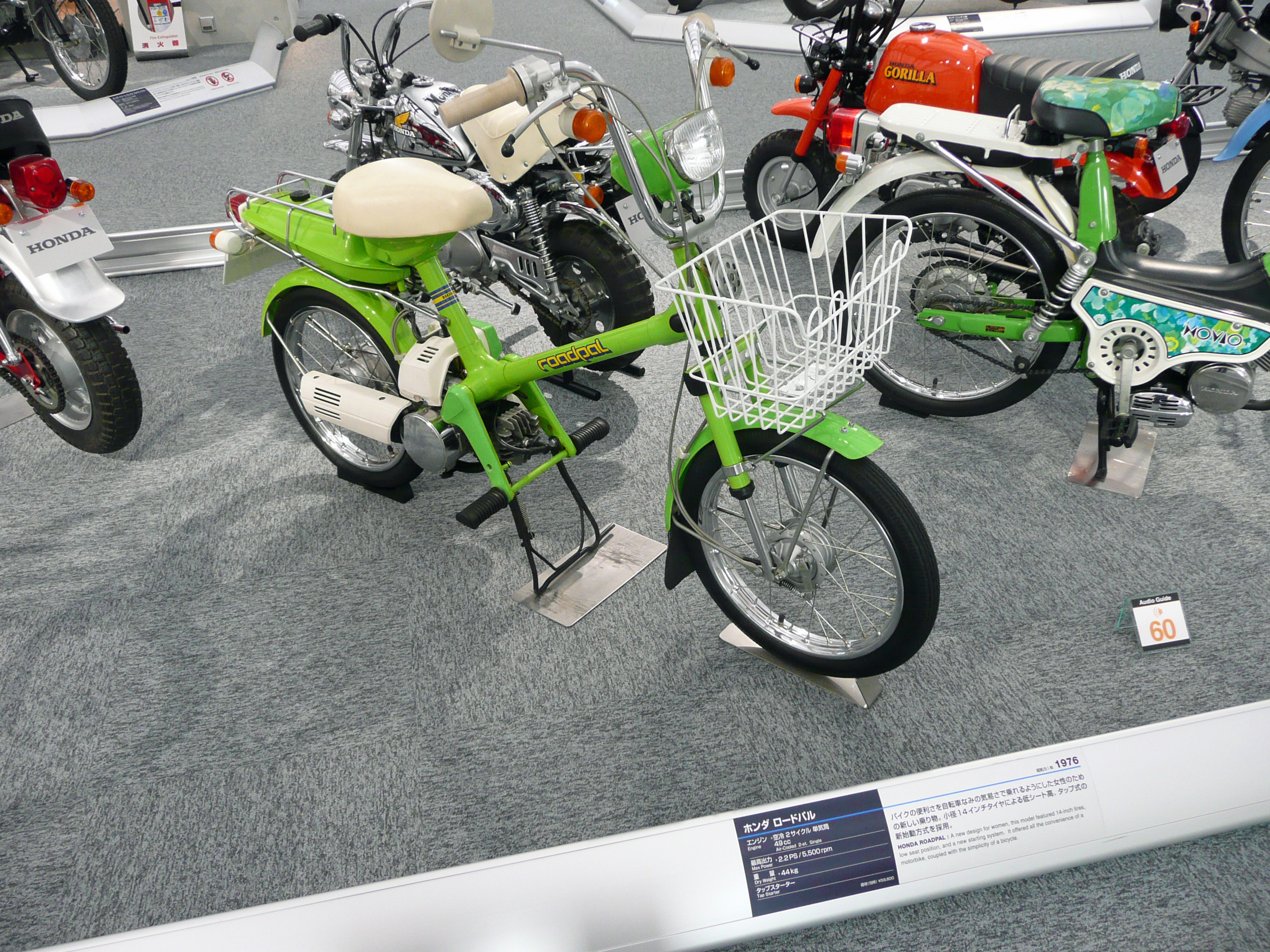
ホンダ・ロードパル
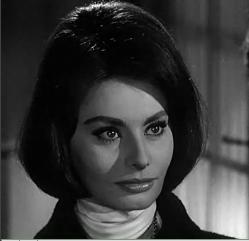
ロードパルのCMキャラクター、ソフィア・ローレン
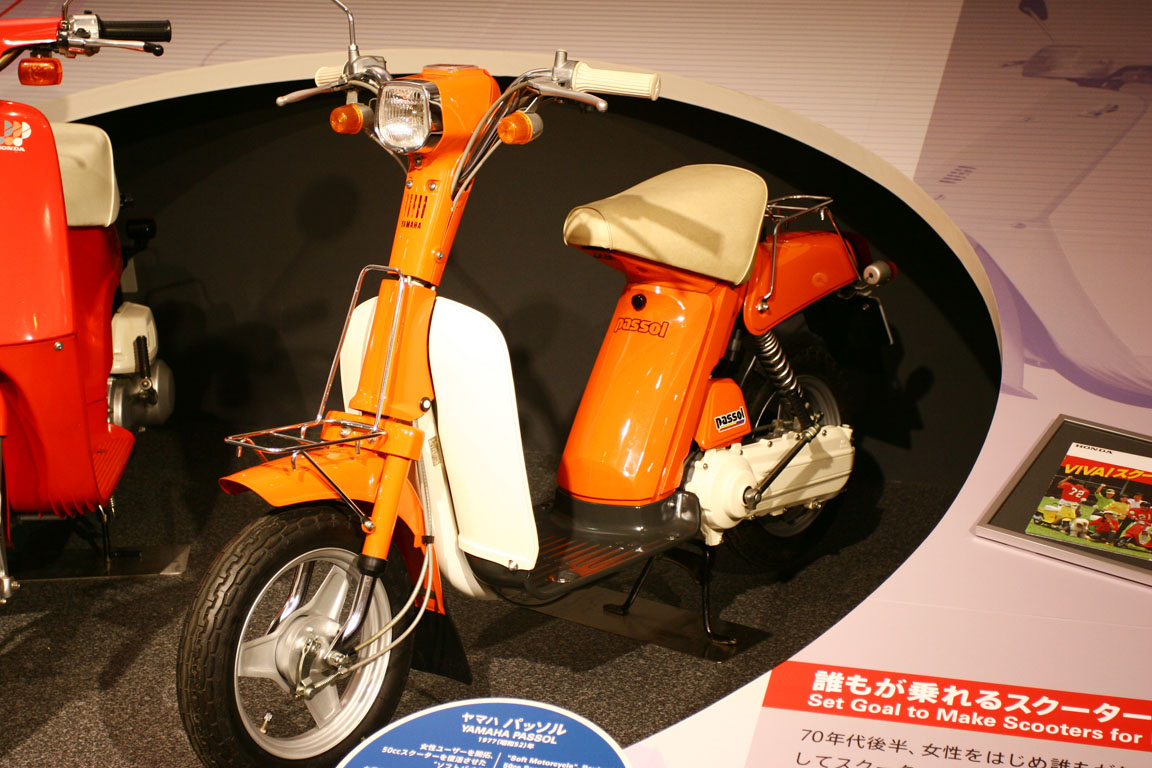
ヤマハ・パッソル

### 市場予測に生じた差異
3年連続で市場は拡大したが、ホンダは慎重な将来予測を立てており、「ファミリーバイクはメーカーが能動的に広告や広報を仕掛け、講習会や試乗会など商品に触れる機会を頻繁に設けて、需要を作り出す性格を持つ商品」と分析。また、過去3年間はイメージや話題性が先行した顕在需要から来るもので、販売台数の伸びは一旦踊り場を迎えると踏み、1978年（昭和53年）5月の新車「シャレット」発表を最後に、開発資源を中型車に据えた「M（ミドル）計画」実行に移行。並行してファミリーバイクの在庫圧縮に入った。
それに対してヤマハは、1978年（昭和53年）末当時の女性の運転免許証取得者は普通免許が累計約800万人、原付免許が累計約200万人、合計で1000万規模の潜在需要があると睨み、さらに男子大学生などにもユーザー層が広がると見ていた。増産体制を維持しつつ、新モデル開発にも力を入れ、1979年（昭和54年）春には「キャロット」「マリック」「リリック」を矢継ぎ早に投入した。
このような両社の戦略差は、1979年（昭和54年）1月の生産台数統計に表れた。ヤマハが単月ベースでホンダを抜いて首位に立った一方、需要はホンダの予測どおり陰りを見せ始め、同年1 - 4月の出荷台数は前年比10%落ち込みを見せる。ただしホンダが在庫調整のため出荷を36%落としたのに対し、ヤマハやスズキは生産水準を維持。6月単月のオートバイ総出荷数シェアではホンダ32%に対しヤマハが36%、上半期累計ではかろうじてホンダは40%と首位を維持したが、2位のヤマハは36%と肉薄し、ファミリーバイクに限ればホンダの34%に対しヤマハは49%と圧倒的優位に立った。

## 勃発

### 宣戦布告
1979年（昭和54年）、ヤマハの第2代社長・小池久雄は社内外に「チャンスが来た!オートバイ業界の盟主の座を狙う」と高らかに宣言。当時軸足を四輪車に置きつつあったホンダは、自動車生産への布石として前年からアメリカ合衆国オハイオ州に二輪工場の建設を開始し、ブリティッシュ・レイランド（BL、後のローバー）との提携も交渉途上だった。日本国内でも1978年（昭和53年）に新たな販売チャンネルの「ベルノ店」を開始するなど、既に四輪車の売り上げが二輪車を越えていた。一方のヤマハは小池自らの主導したマーケティング改革で実力を着実に伸ばしており、このような状勢の中でヤマハ側が仕掛ければホンダは二輪トップシェアを諦めざるを得ず、ヤマハがその座を奪う可能性は充分にあると小池は踏んでいた。
ホンダはこの小池の宣言を、意気高揚を狙ったプロパガンダだと捉えていた。もともとは宗一郎と嘉市の友好関係があり、また国内4社のうちファミリーバイクに参入していない川崎重工業（現：カワサキモータース）を除けば寡占状態の典型のようなオートバイ市場で、ヤマハが挑戦的な行動を取るとは思えなかったためである。しかしホンダも無為に過ごす訳には行かず、9月には「カレンNX50」、11月には「ロードパルS」と新製品を発売。これらの効果もありホンダはシェアを45%前後まで巻き返している。

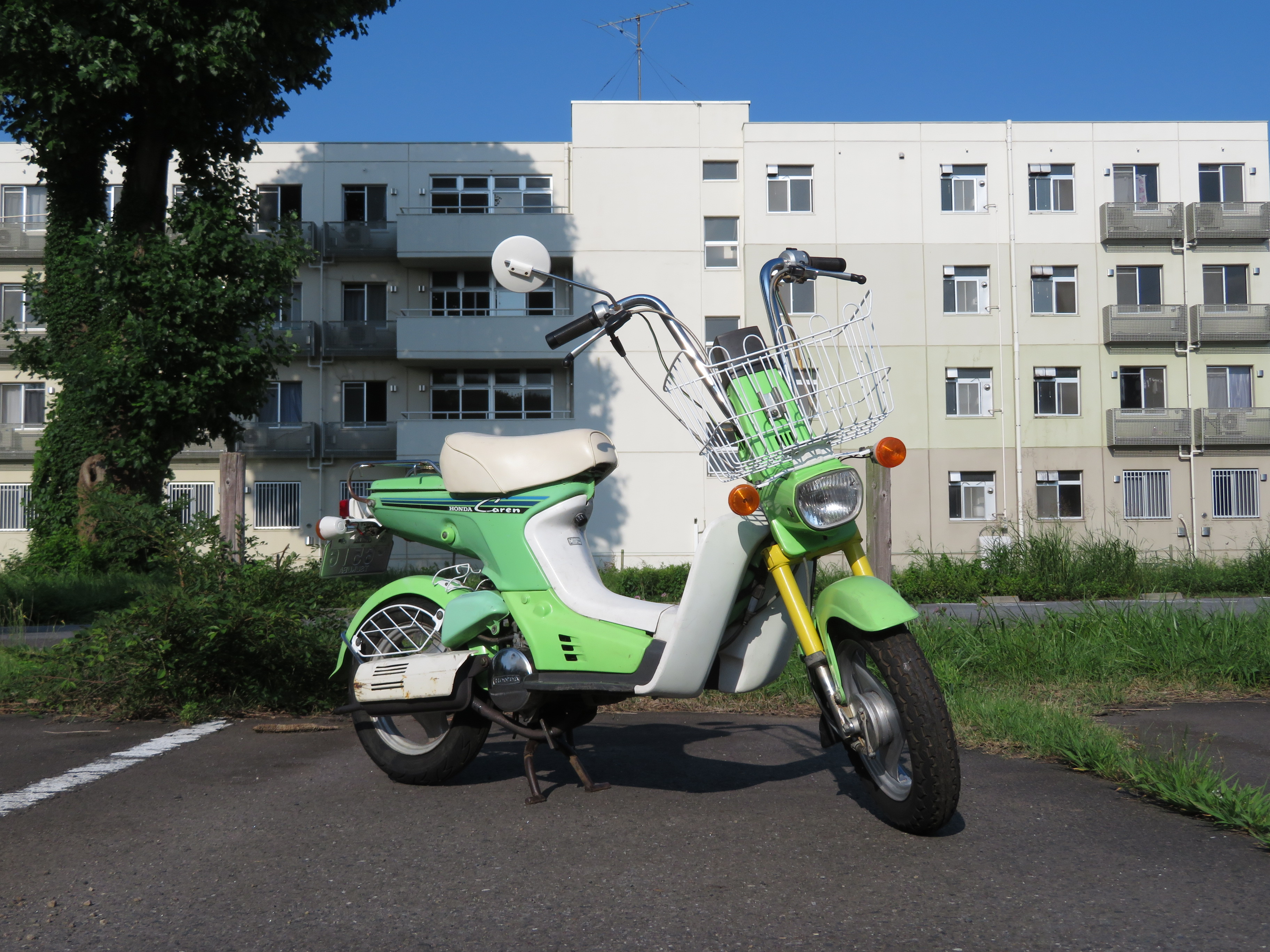
ホンダ・カレンNX50
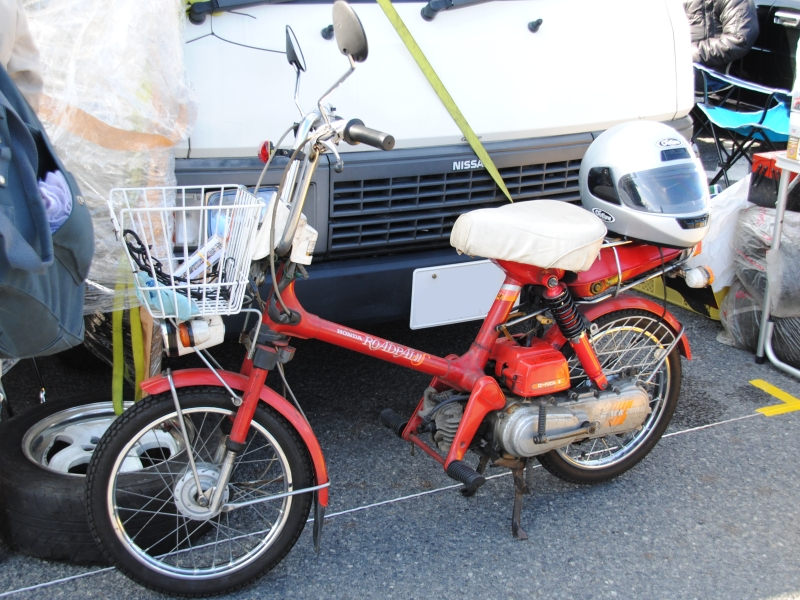
ホンダ・ロードパルS

### ヤマハの猛追
1980年（昭和55年）、年頭にヤマハは年間販売台数95万台という計画を提示。これはヤマハの本気を如実に示す数字であった。さらに6月、日本楽器から社長の河島が解任され、源一が再び社長職に返り咲いた。背景には経営方針の相違や、長男の川上浩への禅譲が遅れることを嫌った源一の意思が働いたなどとする憶測が飛び交ったが、旧本社である日本楽器においてホンダとの繋がりを持つ河島の退任は、覇権を狙う小池にとっては思う存分戦うに当たって障害のひとつが取り除かれたに等しかった。
ヤマハの追撃は止まることを知らず、1980年（昭和55年）の販売台数は83万台と、ホンダの101万台との差を20万台以下まで縮める。1981年（昭和56年）には掲げた100万台計画を11月には達成し、ホンダに迫った。1982年（昭和57年）頭の挨拶で小池は「メドがついた。あと一息」と社員を鼓舞した。

### 雌伏のホンダ
ヤマハの本気を感じ取ったホンダだが、小池の予想通り迅速な対応は取らず、前述のBLとの契約は1981年（昭和56年）時点で上級車種（後の「レジェンド」）の共同開発プロジェクトチーム編成まで展開したほか、オハイオ工場も自動車生産開始の目途を付けつつあり、四輪車事業への注力を途切れさせることは出来なかった。また、二輪車分野でもM計画に一度は振られた体制を組み替えることは容易ではなかった。
しかし社長の河島を始め、二輪メーカーの自負を持つホンダも諦めを見せたわけではなく、1980年（昭和55年）から秘密裏にボストン・コンサルティング・グループと反撃策を練り、新モデル投入で迎撃する戦略に照準を定めた。CVCCエンジン開発に携わったことでも知られ、当時朝霞研究所の事実上のトップだった取締役の入交昭一郎は、二輪車開発担当を5年前の倍増に当たる1,500人まで増員し、当時和光研究所（四輪車開発部隊）の事実上のトップだった川本信彦は、和光の開発用予算を朝霞に流用することまで認め、ホンダがオートバイ製造の盟主たる地位を堅守する準備を後押しした。これら一連の計画は「GOGO作戦」と命名されたが、その後勃発する争いを含んで世間では「HY戦争」と呼ばれた。

## 全面対決

### スクーター
1980年（昭和55年）9月に対ヤマハの反撃へ転じたホンダは、その具体策としてスクーター「タクト」を発売。戦後、富士産業（後の富士重工業 現：SUBARU）の「ラビット」や中日本重工業（現：三菱重工業）の「シルバービジョン」などのスクーターは、手軽な移動手段としてもてはやされたが、四輪車の普及やスーパーカブの登場などに押され、1968年を最後に日本国内で製造するメーカーはなくなった。ところが、女性という新しい購買層はスクーターの良さを再発見し、イタリア、ピアジオ製のベスパが30万円を超える高値であるにもかかわらず年間1,000台以上の販売実績をあげるようになっていた。
ホンダはスクーターを有望な武器とみなした。Vベルトを用いた無段変速機の搭載や、合成樹脂を多用して軽量化した車体などで加速や登坂性など機動力を高め、ベスパよりコンパクトな車体ながらゆとりのあるステップを確保した形に仕上げた。価格はファミリーバイクより若干高めながら、1台10万8千円とベスパの1/3に抑えた。ヤマハやスズキも追随する中、先鞭をつけた「タクト」は1981年（昭和56年）には年間47万台販売され、ホンダをかろうじて業界首位の座にとどめる役に立った。

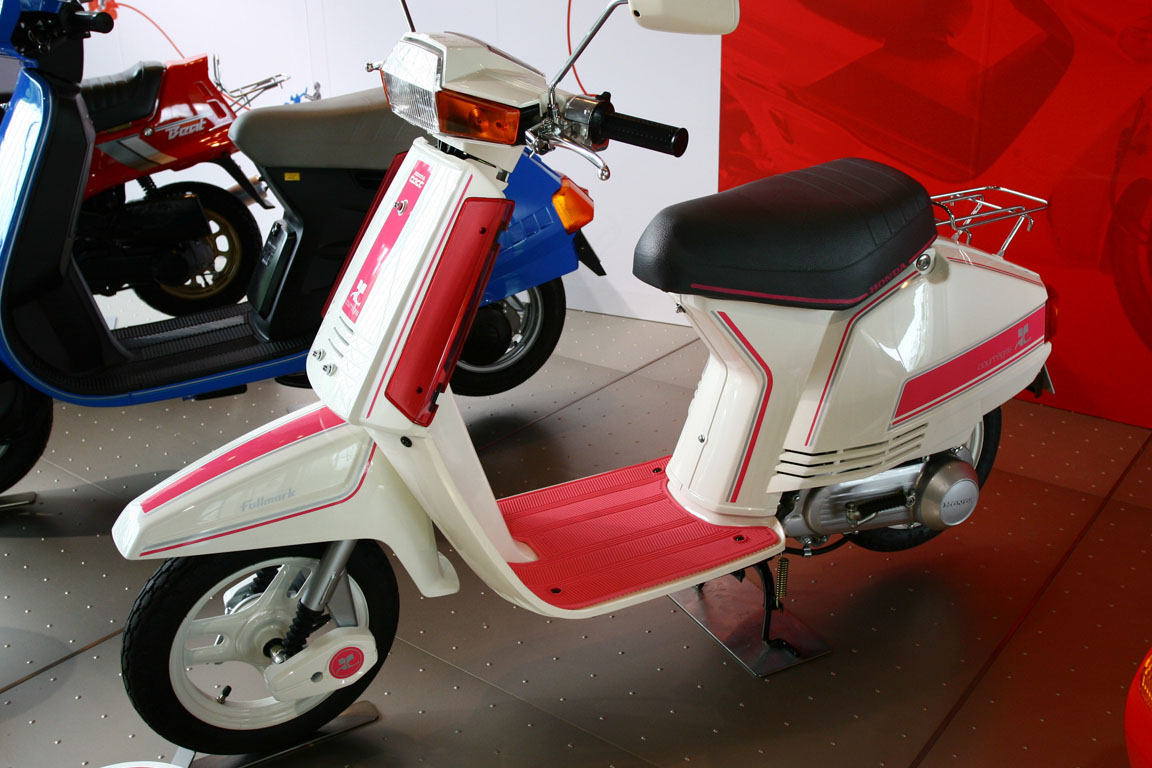
ホンダ・タクト（1983年モデル）

### 激戦へ
ホンダ社長の河島は、アメリカホンダ社長の吉沢幸一郎を呼び戻して専務取締役・国内二輪本部長に任命し、販売の陣頭指揮を取らせる。四輪車戦略は変わらず重要事項であったが、河島は「今、頭の中の6割を二輪車が占め、四輪車は4割でしかない」と事ある毎に公言した。
タクトで先鞭をつけたホンダは、1982年（昭和57年）のスクーター販売計画を100万台と定めた。これは業界見込みによる市場規模が年間160万台のところ、60%以上のシェアを目標に掲げたことになる。そのために2月の「リード」発売に始まり、矢継ぎ早に女性向けや高級車などを市場に投入した。さらに、30社程存在していたオートバイ販売代理店の権益を高値で買い取り、メーカー直轄として影響力と営業対応力を高める戦略にも打って出た。これには「人の心を金で買う行為」との非難も上がったが、攻撃に転じたホンダは動じなかった。
ヤマハも手綱を緩めず、同年（1982年（昭和57年）5月 – 1983年（昭和58年）4月期）の全オートバイ販売計画を国内150万台、輸出220万台と策定した。増産に対応するため新たに約1,000人を雇用し、マツダと提携し系列自動車ディーラーを販売網に加えるなど、着々と手を打った。

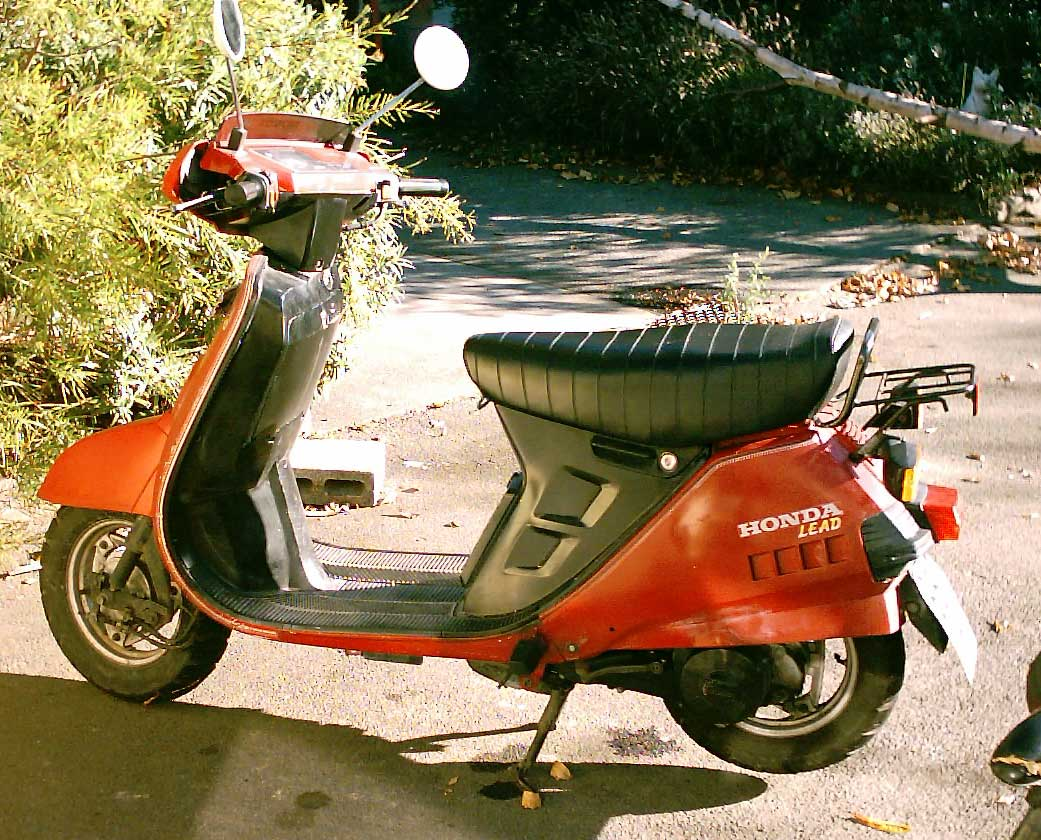
ホンダ・リード（写真は80ccモデル）

### 泥沼化
強気な量産体制を背景に営業の現場は激戦を極め、1981年（昭和56年）後半の時点で実勢価格が定価の半額というケースも見られた。「業界1位企業のすることじゃない」「先に仕掛けたのはどっちだ」と罵詈雑言が飛び交い、熾烈な争いは留まるところを見せなかった。この状態にスズキは音を上げ、争いの沈静化を申し入れるもどちらも聞く耳を貸さず、乱売はさらにエスカレートしていった。1978年（昭和53年）6月にスズキの代表取締役社長に就任した鈴木修は、後にHY戦争当時のスズキの立場を「ライオンとゾウの闘いに、アリが巻き込まれた。」と表現している。
1982年（昭和57年）に入っても正面切った争いは双方引かず、戦線は泥沼化した。値引き競争は1台3万円を下回るところまで進み、それどころか4台セットで10万円で販売するケースや、高級自転車のおまけにスクーターを付与するなどという信じがたいダンピングまで発生した。飛び交うリベートに販売店は大量の新古車をかかえ、複数のメーカー品を扱うオートバイ販売店にメーカーの営業が出向いて、自社スクーターを陳列の前面に置き、他社車を後ろに引っ込めるといった行為も見られた。
ホンダは1982年（昭和57年）春から年末に、週あたり1 - 2モデルという驚異的なペースで45車種の新モデルを発売し、これを「コンピュータを用いた新しい開発手法を確立したため」と説明したが、実態はデザイン段階でボツになった企画の商品化や、中身はそのままに外装のみ変更した新製品なども含まれていた。それでも、川本が提供した四輪部門の研究資源を活用しなければ、このような品揃えは不可能だった。

### 戦線の拡大
両社の争いは国内のスクーター市場だけに留まらず、1982年（昭和57年）3月にはホンダがプジョー子会社のサイクル・プジョー製自転車の輸入販売を発表する。元々プジョーは日本国内での販売パートナーとしてヤマハへ交渉を持ちかけ締結直前だったが、これが突然反故にされたために小池は激怒し、自らフランスに乗り込んだ。また、プジョー社内でもレジャー産業を持つヤマハを押す声が依然あり、事態は混乱を極めた。
アメリカのオートバイ市場も争いの場となった。それまで順調に業績を伸ばしてきたヤマハは、1981年（昭和56年）末の新車予約状況で最高記録を達成し、50%近いシェアを持つホンダ追撃に向けた在庫積み増しを開始した。対抗してホンダは1982年（昭和57年）だけで11モデルの新車を発表し、その主軸となった「ゴールドウイングアスペンケード」は、既存の「インターステート」グレードの更に上級モデルとして投入される。さらに「VF750セイバー」での水冷V型4気筒750ccエンジンの市販車初搭載や、国産車で初のターボモデル「CX500ターボ」などラインアップを揃えた。しかしこの年アメリカ景気は後退し、主要市場であったブルーカラー層は収入減やクレジット枠の縮小などに見舞われ、両社の販売は不振に終わった。

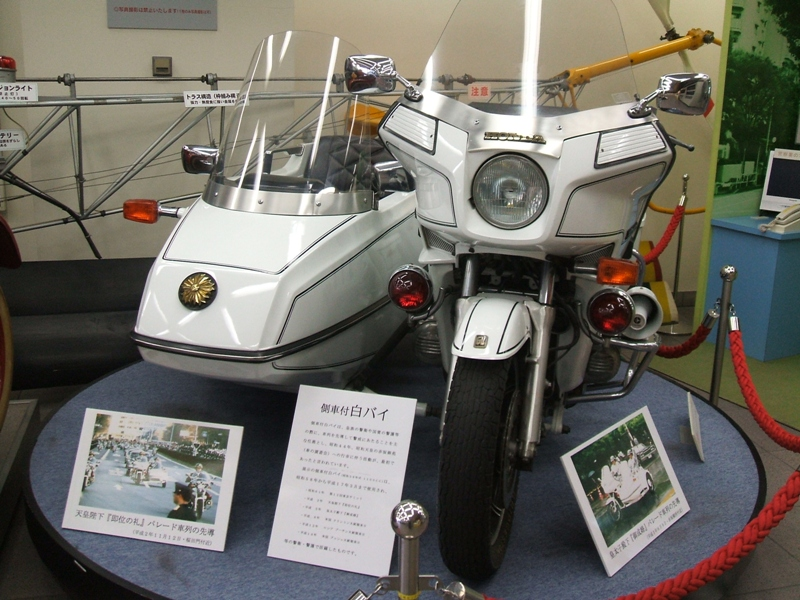
ホンダ・ゴールドウイング

## 終結
1982年（昭和57年）に入るとホンダの国内販売優位の状況は変わらないまま、対するヤマハは徐々に勢いを失いつつあった。アメリカ市場が景気低迷によって縮小したことも追い討ちとなり、10月末にはヤマハのアメリカ向け在庫が販売2年分に相当する49万台まで拡大。ホンダ側も余剰在庫が30万台あり、これは8か月分に相当した。熾烈な薄利多売合戦で利益が上がらない状況の中、膨大な余剰在庫はヤマハの経営を悪化させていき、とうとう経営戦略の抜本的見直しを迫られた。下期に入って販売計画を60%も下げる見直しを行い、同時に生産調整を実施し、製造部門に配属される予定だった新入社員を販売店に出向させた。
翌1983年（昭和58年）になってもヤマハの在庫水準は下がらず、企業存続の危機に見舞われるところまで来ていたため、1月末には年頭の記者会見で小池が「HY戦争」の敗北を宣言し、会見を受けてホンダ社長の河島は陣頭指揮を執る入交に製品開発の中止を指示した。2月10日、日本自動車工業会で両軍の将、河島と小池は9年ぶりに会い、話し合いの席を設けた。1時間に及ぶ会談において、小池は深く頭を垂れて戦争の終結を申し入れたという。両者はコメントを発表したが、今後は無用な争いを避け、問題があれば話し合い解決する事で原則合意したという内容に止まった。
4月に発表されたヤマハの決算は、前年比売上高1000億円減。経常利益も144億円減の2億円となり、さらにアメリカ販売会社の赤字による特別損失が加わり総利益はマイナス160億円となった。しかも、過剰な在庫や人員の問題は棚上げされたままで、後に策定した1984年（昭和59年）度決算では、経常利益は200億円の赤字を見込んだ。社長の小池以下役員9人は退任または降格となり、従業員700人が合理化された。

## 影響

### ホンダが受けた痛手
ホンダの1983年（昭和58年）決算は、売上高が前年比13%増の1兆7500億円、経常利益が506億円と過去最高の数字を記録。一見勝者の利を享受したように見えるが、実態はアメリカホンダからの配当収入によるものだった。国際的な資金調達を受けるために、1980年（昭和55年）にスタンダード&プアーズから受けたコマーシャルペーパー発行体格付けA-1を維持する必要に迫られ、減益は何としても避けなければならなかった。1982年（昭和57年）だけでリベートなどにつぎ込んだ資金は200億円にも上っており、過剰在庫処理と減産体制への移行も余儀なくされた。
戦争終結の直前、ホンダは戦線を中型二輪車に拡大する策を準備していたが、最新鋭の2車種は発売目前にお蔵入りとなった。販売の最前線で指揮を執った吉沢は「宴（HY戦争）は終わった。今どんなに美味しいご馳走（新製品）を出しても、食べる者はいない」としたほか、1982年に副社長から会長に就任していた杉浦秀男も「ホンダの情報分析がもっと緻密ならば、ヤマハの暴走を食い止められた」と反省の言葉を語った。

### オートバイ市場の衰退
宗一郎の長男であり、ホンダ経営には関与していなかった本田博俊は、HY戦争を馬鹿げたものと断罪し、趣味性の高いオートバイ市場で面子にこだわる余りしでかした無茶と分析。ユーザーから信頼を失ったオートバイ市場の衰退も予言した。その通りに原動機付自転車第一種（50cc以下）の販売台数は1982年（昭和57年）の270万台をピークに、10年後には約90万台になり、30年後の2015年にはその10分の1以下の約20万台まで減少している。
主に中古市場でだぶついたオートバイは中国へ大量に流れ、コピー商品の研究元ともなった。これが、ホンダを中国企業との正式な技術提携締結に至らせるひとつの動機になったと言われる。

## その後のHY戦争
余りにも熾烈な企業間闘争であったため、HY戦争という言葉はその後も自動車業界の様々な場で用いられた。オートバイ市場で何らかのブームが起こると当然1位のホンダと2位のヤマハは競合し、それを受けて「第2次HY戦争」「新HY戦争」や「HY戦争再燃」などと表現されることがあり、モータースポーツの分野でも使用された。しかし、これらは企業や市場の健全性を損ねるような破壊的行為ではなく、通常の競合状態を指して「戦争」というセンセーショナルな表現が使われる程、HY戦争が依然強烈な印象を残していること示す。
ホンダとヤマハは2016年（平成28年）10月、かつて激しいシェア争いを演じていた50ccのスクーター部門について両社間での提携に関する協議を開始した事を明らかにし、2018年（平成30年）4月25日にホンダの「タクト」はヤマハの「ジョグ」として、同年5月25日にはホンダの「ジョルノ」はヤマハの「ビーノ」としてそれぞれOEM供給が行われている。なお、本提携では両社の業務用スクーター（ホンダの「ベンリィ」およびヤマハの「ギア」）の次期モデルの共同開発およびホンダからヤマハへのOEM供給も予定されている。加えて2024年（令和6年）8月には、原付一種クラスの電動二輪車であるホンダの「EM1 e:」および「ベンリィe:I」をヤマハへ供給することに合意した。